# Starodzherelíyevskaya
Starodzherelíyevskaya (del ruso: Староджерелиевская) es una stanitsa del raión de Krasnoarméiskaya, en el sur de Rusia. Está situada en el delta del Kubán, entre los canales y arrozales que se cosntruyeron en él en la década de 1970, en la orilla derecha del ese río, 13 km al sudeste de Poltávskaya y 74 al noroeste de Krasnodar, la capital del krai. Tenía 2 937 habitantes en 2010
Es cabeza del municipio Starodzherelíyevskoye.

## Historia
El asentamiento fue fundado en 1807 con el nombre de Dzherelíyevski por los cosacos del Mar Negro desplazados desde un primer lugar de colonización, creado en 1794 cerca del emplazamiento del actual Slaviansk-na-Kubani, por entonces bajo los ataques adigueses. En 1811 fue rebautizado Starodzherelíyevski tras la fundación de Novodzherelíyevski a orillas del río Kirpili. En 1843 recibe el estatus de stanitsa y su nombre actual. En 1891 la población contaba con 4 417 habitantes y enviaba emigrantes para poblar otros asentamientos como Anápskaya, Gostagáyevskaya, Sarátovskaya, Slaviánskaya o Chelbaskaya. En 1913 la población de la localidad y sus jútor aledaños (Anguélinski, Velikaya Griada, Zheltye Kopani, Protoka) alcanzaba los 10 563 habitantes. Hasta 1920 formaba parte del otdel de Temriuk del óblast de Kubán.
Durante la Gran Guerra Patria fue ocupada por las tropas de la Wehrmacht de la Alemania Nazi en agosto de 1942 y fue liberada por el Ejército Rojo de la Unión Soviética en febrero de 1943.

## Demografía
| 2002  | 2010  |
| ----- | ----- |
| 3 066 | 2 937 |

### Composición étnica
De los 3 066 habitantes que tenía en 2002, el 92.3 % era de etnia rusa, el 4 % era de etnia ucraniana, el 0.6 % era de etnia bielorrusa, 0.5 % era de etnia gitana, el 0.4 % era de etnia armenia, el 0.3 % era de etnia tártara, el 0.1 % era de etnia georgiana y el 0.1 % era de etnia alemana

## Servicios sociales
En la localidad funcionan una escuela, un jardín de infancia, una Casa de Cultura, un ambulatorio y una biblioteca, entre ostor establecimientos.